# Piotr Chełmski
 Piotr z Chełmu Chełmski herbu Ostoja (zm. ok. 1446 r.) – burgrabia krakowski (1418–1422, 1433–1439), starosta nowokorczyński (1430–1432), kuchmistrz królowej Zofii (1434–1435), ochmistrz dworu królewskiego (1435–1437), kasztelan połaniecki (1435–1446), senator, dziedzic Chełmu (dziś część Krakowa), właściciel części Woli Chełmskiej i Przegorzał. 

## Życiorys
Piotr (Pietrasz) Chełmski był synem Hanka z Chełmu i Katarzyny. Miał kilkoro rodzeństwa: Grzegorzanę, Annę, Imrama, Jana, Hinka, Mikołaja i Jakuba. Chełmski zasłynął w walkach z Krzyżakami w okresie panowania Władysława Jagiełły. W „Złotej księdze szlachty polskiej” Żychliński przybliżył zasługi Piotra Chełmskiego pisząc: 

Piotr, za czasów Władysława Jagiełły znakomity rycerz, walczył z Krzyżakami i odznaczył się w bitwie pod Grunwaldem, za co otrzymał od króla w zarząd miasto Lemburg w 1410 r. W tymże czasie z oddziałem swym wspólnie z innym wojskiem oblegał miasto Radzyn. Kiedy król wracając z pod Malborka, rozważał, czyli ma uderzyć na ten zamek mocną osadzony załogą i chciał wezwać miasto do poddania się, wojsko usłyszawszy o tem, uderzyło bez żadnego rozkazu na mury i wkrótce go zdobyło. Dobiesław z Oleśnicy wyrąbywał otwór w bramie, a jednocześnie Piotr Chełmski wdarł się na wyższą stronę zamku, za nim drudzy i zwarli się na międzymurzu z nieprzyjacielem. Oblężeni przerażeni, rzucili broń i wydali zamek

Zaangażowanie i sukcesy Piotra Chełmskiego w walce z Krzyżakami zapewne miały wpływ na jego karierę urzędniczą. Pełnił on bowiem liczne funkcje i urzędy. W latach 1418–1422 był burgrabią krakowskim, następnie starostą nowokorczyńskim (do 1432 roku), po czym ponownie burgrabią krakowskim (1433–1439). Jednocześnie był w latach 1434–1435 kuchmistrzem królowej Zofii a następnie jej ochmistrzem (1435–1437) oraz królewicza Kazimierza (1440). Szczyt kariery osiągnął pełniąc urząd kasztelana połanieckiego w latach 1435–1446. 
Piotr Chełmski wstępował w związki małżeńskie dwukrotnie – z Anną (Hanką) z Biechowa a następnie z Tarnoszką (Tarnochą) córką Pawła z Kromołowa. Piotr miał dwóch synów – Jana Chełmskiego, podobnie jak ojciec kasztelana połanieckiego i Ścibora Chełmskiego z Ponieca, starostę generalnego wielkopolskiego.